# Перелял
Перелял (порт. Perelhal; МФА: [pɨ.ɾɨ.ˈʎaɫ]) — парафія в Португалії, у муніципалітеті Барселуш. Розташована в північно-західній частині країни, на теренах історичної португальської провінції Дору-Міню. Входить до складу округу Брага. За адміністративним поділом, чинним до 1976 року, терени парафії були складовою провінції Міню. Належить до Бразької архідіоцезії Католицької церкви. Патрон — святий Пелагій. Площа — 6,8031 км². Населення — 1749 ос. (2011). Слабо урбанізований регіон. Густота населення — 257,09 осіб/км²
. Код — 030260.

## Населення
| Кількість мешканців | Кількість мешканців | Кількість мешканців | Кількість мешканців | Кількість мешканців | Кількість мешканців | Кількість мешканців | Кількість мешканців | Кількість мешканців | Кількість мешканців | Кількість мешканців | Кількість мешканців | Кількість мешканців | Кількість мешканців | Кількість мешканців |
| ------------------- | ------------------- | ------------------- | ------------------- | ------------------- | ------------------- | ------------------- | ------------------- | ------------------- | ------------------- | ------------------- | ------------------- | ------------------- | ------------------- | ------------------- |
| 1864                | 1878                | 1890                | 1900                | 1911                | 1920                | 1930                | 1940                | 1950                | 1960                | 1970                | 1981                | 1991                | 2001                | 2011                |
| 605                 | 635                 | 591                 | 590                 | 631                 | 660                 | 923                 | 963                 | 1 071               | 1 180               | 1 244               | 1 598               | 1 728               | 1 603               | 1 749               |